# Tell Umm el-ʿAmr

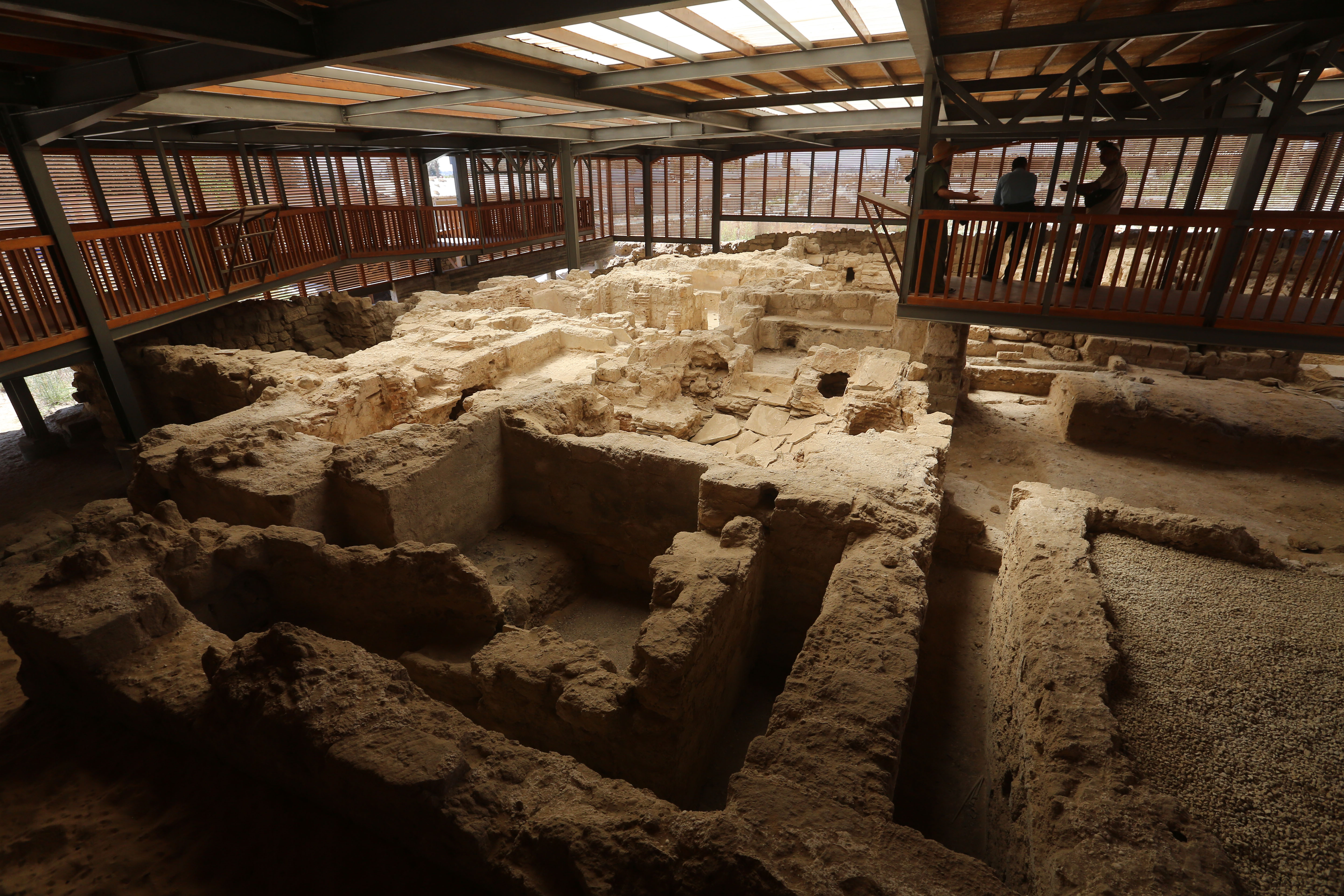
Ausgrabungsstätte Tell Umm el-ʿAmr

Tell Umm el-ʿAmr (auch: Tell Umm Amer, Khirbet Umm al-Tutt; arabisch تل أم عامر, DMG Tall Umm ʿĀmir) ist eine archäologische Stätte im Gazastreifen, die 2012 von der Ständigen Delegation Palästinas in der Tentativliste des UNESCO-Welterbes eingetragen wurde. Das Hilarionkloster, welches sich hier befand, war eines der frühesten Klöster Palästinas und in spätantiker und byzantinischer Zeit eine der größten Klosteranlagen der Levante. Am 26. Juli 2024 wurde die Stätte im Rahmen eines Notfallmechanismus durch die UNESCO-Kommission zum Weltkulturerbe erklärt.

## Lage
Tell Umm el-ʿAmr befindet sich in einer Dünenlandschaft südlich der Mündung des Wadi Ghazzeh im Gebiet des Flüchtlingslagers Al Nusairat, etwa 8,5 km südlich von Gaza-Stadt. Die Entfernung bis zur Mittelmeerküste beträgt 300–700 m. Im Osten und Südosten schließen sich Palmenhaine an, die eine Grenze zum Nachbarort Deir al-Balah bilden. Die archäologische Stätte umfasst ein Areal von etwa 14.000 m2.

## Geschichte
Der Ort wurde erstmals in der Spätantike besiedelt. Auf der Mosaikkarte von Madaba trägt er den Namen Tabatha. Er wurde im 7. Jahrhundert durch ein Erdbeben schwer beschädigt; in frühislamischer Zeit gaben die Bewohner den Ort auf und entfernten Steine als Baumaterial.
Ausgrabungen der École biblique et archéologique française de Jérusalem (EBAF) legten die Überreste eines byzantinischen Klosters frei, das als Gründung des Hilarion von Gaza betrachtet wird. Die byzantinische Kirche erlebte mindestens fünf Bauphasen. Hier befand sich eine Kapelle und das Grab des Hilarion. Außerdem gab es kleine Wohngebäude, wahrscheinlich Kellien der Mönche. Eine Thermenanlage (Frigidarium, Tepidarium, Caldarium) und ein Gästehaus (Xenodocheion) zeigen, dass das Kloster in byzantinischer Zeit zum Ziel eines christlichen Pilgertourismus geworden war.
Tell Umm el-ʿAmr ist die einzige archäologische Stätte, die für die Bevölkerung des Gazastreifens frei zugänglich ist. Der Ort wird daher häufig von Schulklassen besucht.
Die Nähe der Wohnbebauung stellt jedoch auch eine Gefahr für die archäologische Stätte dar: hier wird Müll abgeladen; Neubauten rücken bis dicht an die Ausgrabungsstätte heran. 2016 wurde bei Bauarbeiten eine weitere byzantinische Kirche entdeckt. „Zu den Funden gehörten Teile von Marmorsäulen mit verzierten korinthischen Kapitellen sowie ein Grundstein mit einem griechischen Symbol für Christus. 15 Objekte wurden ausgegraben und achtlos neben der Straße abgelegt. Weitere Ausgrabungen fanden nicht statt. Archäologen wurden nicht hinzugezogen. Die Kirche und ihre Geschichte wurden einfach entsorgt, während Geld in die Kassen der De-facto-Regierung von Gaza floss.“ (Abdalhadi Alijla)

## Baubeschreibung
Die Mönchssiedlung entwickelte sich um zwei Pole: im Süden das kirchliche Zentrum, im Norden ein Gebäudeensemble um die Badeanlagen und die Herberge. Der Kirchenkomplex mit Mosaiken und großer Krypta bildet ein Viereck von 80 × 90 m. Der Bade- und Beherbergungskomplex umfasst ein Areal von 78 × 80 m. Die Pilgerherberge, nebst angeschlossener Küche, wurde anscheinend in frühislamischer Zeit als Karawanserei weiter genutzt. Dass eine Klosteranlage ein Badehaus besaß, war nicht so ungewöhnlich, man kann hier Kursi in Galiläa vergleichen oder in Salamis (Zypern) das Bad in der Nachbarschaft der Campanopetra-Basilika.

## Begründung der herausragenden universellen Bedeutung
Zur Begründung der herausragenden universellen Bedeutung der antiken Stätte gemäß den Kriterien für das UNESCO-Welterbe wird angeführt:
- Das Hilarionkloster hat eine besondere Bedeutung in der Geschichte des frühen Mönchtums. Gelegen an einer Handelsroute, hatte das Kloster einen kosmopolitischen Charakter (Kriterium ii).
- Als eines der frühesten Klöster in Palästina, steht das Hilarionkloster auch für die Christianisierung der Region (Kriterium iii).
- Die archäologische Stätte kann direkt mit der Lebensbeschreibung des Hilarion in Beziehung gesetzt werden, die Hieronymus verfasst hat (Kriterium vi).